# Estação Detran
A Estação Detran é uma das estações do Metrô de Salvador, situada em Salvador, entre a Estação Acesso Norte e a Estação Rodoviária. Faz parte da Linha 2.
Foi inaugurada em 5 de dezembro de 2016 juntamente com outras três estações da linha. Localiza-se na Avenida Antônio Carlos Magalhães. Atende o bairro de Pernambués.
A estação tem 9 450 metros quadrados de área construída em trecho elevado passando junto a margem esquerda do Rio Camurujipe. Possui duas plataformas laterais de embarque/desembarque. O bicicletário tem capacidade para 54 bicicletas.